# Angelica Wallén
Angelica Wallén (ur. 12 kwietnia 1986 roku w Tibro), szwedzka piłkarka ręczna, reprezentantka kraju, rozgrywająca. Obecnie występuje w GuldBageren Ligaen, w drużynie Team Esbjerg.
Największy sukces odniosła w 2010 r., zdobywając wicemistrzostwo Europy w Danii i Norwegii.

## Sukcesy

### reprezentacyjne
- Mistrzostwa Europy:
  -  2010

### klubowe
- Mistrzostwa Szwecji:
  -  2008
  -  2005, 2006, 2007, 2008, 2009, 2010